# 林慧韡
林慧韡（英語：Lam Wai Wai，1987年8月16日—），人稱達哥，香港網路紅人，與兄長林慧韜合組林氏兄弟，曾任電視台導演。中學就讀張祝珊英文中學，畢業於香港大學文學院，主修中文及藝術，副修阿拉伯語，曾到也門和埃及留學一年。因其早期聲線經咪高峰輸出後有如藝人劉以達，因此網民多稱他為「達哥」，有時自稱達叔或達太祖。曾為手機遊戲公司Everapp副總裁，現為遊戲公司「達魂製作」行政總裁。

## 背景
林慧韡與其他爆機兄弟成員在2008年以短片製作YouTube互動劇「電車男追女記」而大受好評，2009年底受旅發局邀請拍攝《宅男最後的120小時》，並獲邀參加翌年之日內瓦國際電影節（GIFF）成為9個候選競賽作品之一。他自2011年9月11日開始於網絡上以串流形式定期在Justin.tv直播其遊玩電子遊戲的過程，主要吸引高登討論區成員觀看，2011年11月11日更有藝人羅莽客串。
但開台初期未有知名度，只在高登討論區開貼吸引觀眾，因此觀看直播人數也只有大約100人，並在2012年中開始受高登討論區以外的網民留意觀看。不過後來由於JTV倒閉，改為在Twitch直播，台名為undergroundDV （页面存档备份，存于）。慣常會在星期一至五開台，公眾假期休息。在直播中頭一小時一邊玩足球遊戲一邊笑談有趣新聞，後半一小時則玩自選遊戲；最喜歡的自選遊戲是人中之龍系列。觀看其直播的人數由初期每日只有約300人，高峰期達8000人到10000人不等，現在平均約3000到4000人。
達哥習慣在直播結束前朗讀潮文，經常被人上載其潮文環節至YouTube，而逢星期五則會唱歌，其口頭禪「完」除了成為其個人特色，亦成為不少年輕人的潮語。但現在由於經常性開台遲到，令收台時間延遲，導致常常未有朗讀潮文就結束。
達哥在直播中經常幻想與新垣結衣有一段情，更建立達朝成為達太祖，不時在直播時教授觀眾達朝語，是為未來之語言。2015年更人氣飄升，成為廣告業界的新寵，成為不少產品的代言人，包括PlayStation、Xbox、Zotac、手機遊戲魔卡勇者、幸福醫藥、Expedia等，並在不同平台包括巴士車身、地鐵廣告和電視廣告中出現。於近期代言的寬頻網絡公司及微酒精有汽飲品顯示其對COSPLAY有濃厚興趣。

## 事件

### 不表態逃犯條例和六四事件
2019年6月4日，有觀眾指達哥於每晚直播上完全未提及64事件及反送中修例和要求他就事件發表意見，但他沒在直播時段表達意見。引起了部份觀眾不滿，繼而於直播時段洗版和要求交代。在6月6日，達哥在Facebook宣布無限期休台。支持和反對達哥的觀眾爆發罵戰，支持達哥的觀眾表示根本不需要強迫達哥表態。而不支持達哥的觀眾就指不是表不表態的問題，而是作為一位公眾人物，每晚都會講新聞，無理由如此大事連提也不提，並指「其實大家看達哥多年都清楚他的立場，最令他們生氣的是視而不見，好像當初的達哥已經消失了」。
6月13日，達哥在Facebook發帖表示「一直關注事件，希望傷者盡早康復，天佑香港！」，不過仍有網民感到不滿，未能停止部份網民對他的批評。
7月22日，達哥在Facebook發貼夾雜粗口回應一直沉默的原因，以及講述對元朗暴力事件的感受。指出他一直以來被人指責其實心裡也不好受，稱其因受事件牽連而推了不少工作。他又說就算自己出post回應對事件也沒有幫助，反而需要政府、警察做事。對於元朗打人事件都感到十分氣憤，他希望大家都關注於事件上，並不是把憤怒轉向自己。並放上一些網民惡性攻擊留言的截圖。其不但沒有令到事件平息回覆，反而令網民兩極化，支持達哥的人就指這已經是網絡暴力，有時不說出口並不代表沒有關心事件，好像之前一些不利自己的事件都是去到最後一刻才作出回應。而不支持達哥的人表示一直都是因為達哥敢言才支持他，覺得他應為社會事件出聲。而其後更有不少網民於貼文中與達哥進行相關罵戰。達哥反擊回應指「日能日吊達哥好有用呀？」，「非常好! 使唔使教埋你點樣 UNFOLLOW ?」。
7月24日，達哥上載影片，稱「達朝滅亡已成真」，並為答謝仍不離不棄的粉絲贈送禮物。及後其Facebook Like人數仍有下跌的跡象，截止8月9日為126,418人。

## 製作
- 2014年：《十三傳奇Heroes XIII》[7]由2014年5月24日開始正式營運 已於2014年7月25日停止更新

## 演出作品

### 電影
| 年份   | 影片名稱 | 角色            | 備註     | 同片演員                            |
| 2017年 | 棟篤特工 | 馬國成（馬sir） | 友情演出 | 黃子華、佘詩曼、C君、蘇麗珊、鄧月平 |

### 網劇
| 年份   | 影片名稱       | 角色   | 備註              | 同片演員                       |
| 2020年 | 把砒霜留給自己 | 廖偉亮 | 第9集(豆花的故事) | 陳子豐、唐浩然、李健宏、鄭健樂 |

### 網路節目主持
| 開始主持      | 結束主持       | 節目名稱   | 頻道/平台          | 合作主持人 | 備註 |
| ------------- | -------------- | ---------- | ------------------ | ---------- | ---- |
| 2020年9月20日 | 2020年12月28日 | 生命值硬接 | Twitch             |            |      |
| 2020年12月6日 | 至今           | 今晚有牌打 | Facebook、AMM 心娛 | 林文龍     |      |

### 網路節目嘉賓
| 日期         | 節目名稱                               | 頻道/平台 | 合作主持人     | 備註 |
| ------------ | -------------------------------------- | --------- | -------------- | ---- |
| 2022年9月3日 | 校花校草2022 綜藝堂EP2《晚安！黑歷史》 | 試當真    | 游學修、岑珈其 |      |

## 參與電視節目

### 節目嘉賓
| 年份   | 日期    | 媒體       | 節目名稱                                          | 主持人         |
| 2013年 | 1月20日 | 無綫電視J2 | 《讀上癮》                                        | -              |
| 2015年 | 4月23日 | 無綫電視   | 《今日VIP》香港網絡界的「打機達人」林慧韡（達哥） | 李浩林         |
| 2018年 | 3月17日 | 新城知訊台 | 《智識做老闆》網絡紅人達哥                        | 林淑敏         |
| 2019年 | 4月19日 | viuTV      | 《點相》                                          | 盤菜瑩子、小占 |
| 2022年 | 8月4日  | viuTV      | 《拆你個夢》                                      | 杜如風、吳保錡 |

### 節目主持
| 年份   | 日期              | 媒體  | 節目名稱         | 備註                                             |
| 2018年 | 11月28日至12月5日 | ViuTV | 《堅離地》       | 第8至13集（ 日本編）與杜小喬共同主持，並擔任旁白 |
| 2019年 | 3月至4月          | ViuTV | 《我食飯你埋單》 | 與Soko同隊                                       |

## 音樂

### 歌曲
| 年份   | 歌曲名稱                                               |
| 2014年 | 《副作用之喊出嚟》－（與洪卓立合唱）                   |
| 2015年 | 《真.爆機兄弟》                                        |
| 2018年 | 《長坂橋》－ 手機遊戲《暴擊英雄-轟呀》主題曲           |
| 2020年 | 《硬戰三國》－ 手機遊戲《神魔三國志》主題曲            |
| 2021年 | 《明月天涯》－ 手機遊戲《天涯明月刀M》主題曲(廣東話版) |
| 2023年 | 《戰記》－ 手機遊戲《三國志．戰略版》主題曲(廣東話版)  |

## 音樂錄像
- 2015年：李河璘 〈點算〉 MV 男主角

## 配音

### 遊戲
| 年份   | 遊戲名稱          | 角色                                 | 備註           |
| 2016年 | 《CSO2》          | 葛倫(Mao)孤獨之狼                    | 配音           |
| 2018年 | 《暴擊英雄-轟呀》 | 小木、甘寧、孔明、水鏡、如花、豬肉強 | 配音、遊戲監修 |
| 2018年 | 《射雕英雄傳3D》  | 東方不敗                             | 配音           |
| 2022年 | 《夢幻新誅仙》    | 蕭玉衡                               | 配音           |
| 2022年 | 《天龍八部2》     | 段譽                                 | 配音           |

### 電視節目
| 年份   | 節目名稱   | 角色             | 備註 |
| 2018年 | 《嚮導玩》 | 外國遊戲片段旁白 | 配音 |

## 廣告
| - 2013年：天龍八部3 Online - 2013年：Regaine倍健 - 2014年：Sony - 2014年：明珠台「周五星級影院」 - 2014年：魔卡勇者 已於2015年6月30日停止更新 - 2015年：夜服幸福止痛素, 特強幸福止痛素 - 2015年：Expedia - 2015年：Jolly Shandy - 2015年：KFC - 2015年：Microsoft Surface 3 - 2015年：St. Ives - 2015年：TCL HK - 2015年：「雪纖瘦」 - 2015年：網上行 - 2016-2018年：樂敦PRO眼藥水 - 2016年：Circle K - 2016年：Expedia - 2017年：白蘭氏雞精 - 2017年：DBS COMPASS VISA信用卡 - 2017年：富途證券 - 2018年：將星之演武 | - 2018年：葡萄適（旁白） - 2018年：Swatch - 2018年：豐澤 - 2018年：adidas - 2018年：易賞錢 - 2018年：美國箭牌洗頭水 - 2018年：Pizza Hut - 2018年：曼秀雷敦 - 2018年：天涯明月刀 - 2018-2019年：僱員再培訓局 - 2019年：Razer - 2019年：Nuskin - 2019年：香港迪士尼樂園 - 2019年：嘉土伯啤酒 - 2019年：樂敦PRO眼藥水 - 2019年：勞工處「展翅青見計劃」 - 2019年：TimTam - 2019年：KFC PUBG MOBILE全港食雞大作戰 - 2019年：AxE：背水一戰 - 2020年：50惠 男士防脫洗髮露 - 2021年：王國Kingdom - 2022年：Monster Energy |

## 外部連結
- 爆機兄弟的Facebook專頁
- 林慧韡的Twitch频道
- YouTube上的林慧韡頻道
- 林慧韡的Instagram帳戶
- 達魂製作官方網站